# Rhinelepis
Rhinelepis (Рінелепіс) — рід риб триби Rhinelepini з підродини Rhinelepinae родини Лорікарієві ряду сомоподібні. Має 2 види. Наукова назва походить від грецьких слів rhinos, тобто «ніс», та lepis — «луска».

## Опис
Загальна довжина представників цього роду коливається від 33 до 40 см. Голова довга й кремезна з великими кістковими пластинками. На щоках одонтоди (шкіряні зубчики) відсутні. Зяброві отвори доволі великі. Очі невеличкі. розташовані з боків у верхній частині голови. Рот широкий, з короткими вусами. Тулуб циліндричний, вкритий великими і щільними кістковими пластинами, на череві в меншій мірі. Ребра короткі. Жировий плавець відсутній. Грудні плавці подовжені, черевні плавці короткі й широкі. Анальний плавець широкий, з короткою основою. Хвостовий плавець короткий та дуже широкий.
Забарвлення спини однотонне — темно-сіре. Черево має білий колір.

## Спосіб життя
Біологія вивчена недостатньо. Це демерсальні риби. Воліють до прісних й прозорих водойм. Вдень ховаються серед каміння, корчів та печерок. Активні у присмерку та вночі. Живляться переважно водоростями, а також водними організмами, рідше безхребетними.
Самиця не відкладає кладку з ікри, а відпускає останню у швидкому потоці. Батьки не піклуються за ікру й мальків.

## Розповсюдження
Мешкають у басейнах річок Уругвай, Сан-Франсиску і Парана.

## Види
- Rhinelepis aspera
- Rhinelepis strigosa